# Kajsa Bergqvist
Kajsa Margareta Bergqvist (Sollentuna, 12 ottobre 1976) è un'ex altista svedese, campionessa mondiale nel 2005 e detentrice del record mondiale indoor con 2,08 m.

## Biografia
Dopo aver provato vari sport, si avvicinò all'atletica leggera a dieci anni, seguendo il fratello maggiore Anders in una corsa podistica, la Rösjöloppet che si svolge ogni anno a Sollentuna. Tesserata per il club locale Turebergs FK, fino ai quindici anni praticò varie specialità, poi si dedicò esclusivamente al salto in alto sotto la guida dell'allenatore Bengt Jönsson.
Nel 2000 ha ottenuto il primo risultato prestigioso del suo palmarès, vincendo il titolo europeo indoor con la misura di 2,00 m. Alle Olimpiadi di Sydney è terza, medaglia di bronzo, con 1,99 m. Nelle stagioni successive si conferma ai vertici della specialità: medaglia d'oro ai mondiali indoor e bronzo ai mondiali all'aperto nel 2001, argento ai campionati europei indoor e medaglia d'oro agli europei all'aperto nel 2002, di nuovo oro ai mondiali indoor e bronzo ai mondiali all'aperto nel 2003.
Il 26 luglio 2003 ad Eberstadt, in Germania, arriva a saltare 2,06 m, stabilendo il nuovo record nazionale svedese e diventando la terza saltatrice nella classifica di tutti i tempi delle gare all'aperto, dietro alle bulgare Stefka Kostadinova (2,09 m saltati il 30 luglio 1987) e Lyudmila Andonova (2,07 m il 20 luglio 1984).  	
Nel 2004 cambia allenatore, termina la collaborazione con Bengt Jönsson, con cui aveva continuato ad allenarsi anche dopo essersi trasferita dalla Svezia al Principato di Monaco nel 2001 ed inizia a lavorare con Yannick Tregaro, che già seguiva altri saltatori svedesi, tra cui il triplista Christian Olsson. La sua stagione agonistica termina però prematuramente a causa di un infortunio, la rottura del tendine di Achille patita durante una gara a Båstad il 18 luglio, che le impedisce di prendere parte alle Olimpiadi di Atene.
Rientrata alle competizioni nella stagione seguente, ai Campionati del mondo di atletica leggera 2005 ad Helsinki vince il titolo mondiale con la misura di 2,02 m. Nell'ottobre 2005 viene nominata ambasciatrice dell'UNICEF ed a fine anno riceve la Medaglia d'oro dello Svenska Dagbladet, il premio assegnato dal quotidiano Svenska Dagbladet al miglior sportivo svedese dell'anno.
Il 4 febbraio 2006 ad Arnstadt, in Germania, stabilisce con 2,08 m il nuovo primato mondiale al coperto. La misura, superata al primo tentativo, ha migliorato di un centimetro il precedente record di Heike Henkel che resisteva dall'8 febbraio 1992, ed ha eguagliato la seconda miglior prestazione di tutti i tempi, 2,08 m di Stefka Kostadinova del 31 maggio 1986.
In data 7 gennaio 2008 annuncia il suo addio alle competizioni sportive, tornando a vivere a Stoccolma con il marito.
Bergqvist sposò il regista svedese Måns Herngren nel 2007 e all'inizio del 2011 annunciarono il divorzio.

## Record nazionali

### Seniores
- Salto in alto: 2,06 m ( Eberstadt, 26 luglio 2003)
- Salto in alto indoor: 2,08 m ( Arnstadt, 4 febbraio 2006)

## Progressione

### Salto in alto
| Stagione | Risultato | Luogo        | Data      | Rank. Mond. |
| -------- | --------- | ------------ | --------- | ----------- |
| 2007     | 2,02 m    | Torino       | 8-6-2007  | 4ª          |
| 2006     | 2,05 m    | Londra       | 28-7-2006 | 1ª          |
| 2005     | 2,03 m    | Sheffield    | 21-8-2005 | 1ª          |
| 2003     | 2,06 m    | Eberstadt    | 26-7-2003 | 1ª          |
| 2002     | 2,05 m    | Poznań       | 18-8-2002 | 1ª          |
| 2001     | 2,00 m    | Poznań       | 8-6-2001  | -           |
| 2000     | 2,01 m    | Uppsala      | 19-8-2001 | 2ª          |
| 1999     | 1,99 m    | Fort Collins | 22-5-1999 | 9ª          |
| 1998     | 1,93 m    | Buffalo      | 6-6-1998  | -           |
| 1997     | 1,95 m    | Sundsvall    | 20-7-1997 | -           |
| 1996     | 1,93 m    | Claremont    | 19-4-1996 | -           |
| 1995     | 1,90 m    | Göteborg     | 11-8-1995 | -           |
| 1995     | 1,90 m    | Budapest     | 17-6-1995 | -           |
| 1994     | 1,90 m    | Luleå        | 7-8-1994  | -           |
| 1993     | 1,84 m    | Valkenswaard | 7-7-1993  | -           |
| 1992     | 1,77 m    | -            | -         | -           |
| 1991     | 1,61 m    | -            | -         | -           |
| 1990     | 1,56 m    | -            | -         | -           |
| 1989     | 1,56 m    | -            | -         | -           |
| 1988     | 1,38 m    | -            | -         | -           |

## Palmarès

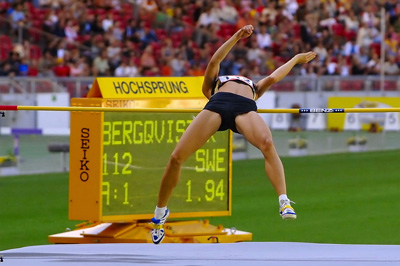
Kajsa Bergqvist al meeting di Stoccarda nel 2006.

| Anno | Manifestazione    | Sede        | Evento        | Risultato | Prestazione | Note                                    |
| ---- | ----------------- | ----------- | ------------- | --------- | ----------- | --------------------------------------- |
| 1994 | Mondiali juniores | Lisbona     | Salto in alto | Argento   | 1,88 m      |                                         |
| 1995 | Mondiali indoor   | Barcellona  | Salto in alto | 13ª       | 1,85 m      |                                         |
| 1995 | Europei juniores  | Nyíregyháza | Salto in alto | Argento   | 1,89 m      |                                         |
| 1995 | Mondiali          | Göteborg    | Salto in alto | 17ª       | 1,90 m      |                                         |
| 1996 | Europei indoor    | Stoccolma   | Salto in alto | 6ª        | 1,92 m      |                                         |
| 1996 | Giochi olimpici   | Atlanta     | Salto in alto | 15ª       | 1,90 m      |                                         |
| 1997 | Mondiali indoor   | Parigi      | Salto in alto | 8ª        | 1,95 m      |                                         |
| 1997 | Europei under 23  | Turku       | Salto in alto | Argento   | 1,93 m      |                                         |
| 1997 | Mondiali          | Atene       | Salto in alto | 5ª        | 1,93 m      |                                         |
| 1999 | Mondiali          | Siviglia    | Salto in alto | 4ª        | 1,96 m      |                                         |
| 2000 | Europei indoor    | Gand        | Salto in alto | Oro       | 2,00 m      |                                         |
| 2000 | Giochi olimpici   | Sydney      | Salto in alto | Bronzo    | 1,99 m      |                                         |
| 2001 | Mondiali indoor   | Lisbona     | Salto in alto | Oro       | 2,00 m      |                                         |
| 2001 | Mondiali          | Edmonton    | Salto in alto | Bronzo    | 1,97 m      |                                         |
| 2002 | Europei indoor    | Vienna      | Salto in alto | Argento   | 1,95 m      |                                         |
| 2002 | Europei           | Monaco      | Salto in alto | Oro       | 1,98 m      |                                         |
| 2003 | Mondiali indoor   | Birmingham  | Salto in alto | Oro       | 2,01 m      |                                         |
| 2003 | Mondiali          | Parigi      | Salto in alto | Bronzo    | 2,00 m      |                                         |
| 2005 | Mondiali          | Helsinki    | Salto in alto | Oro       | 2,02 m      | Miglior prestazione mondiale stagionale |
| 2006 | Europei           | Göteborg    | Salto in alto | Bronzo    | 2,01 m      |                                         |
| 2007 | Mondiali          | Osaka       | Salto in alto | 7ª        | 1,94 m      |                                         |

## Campionati nazionali
- 6 volte campionessa nazionale nel salto in alto (1997, 1998, 1999, 2000, 2001, 2002)
- 3 volte campionessa nazionale nel salto in alto (1995, 2000, 2003)

## Altre competizioni internazionali
2001
- 4ª alle IAAF Grand Prix Final ( Melbourne), salto in alto - 1,94 m

2002
- Argento in Coppa del mondo ( Madrid), salto in alto - 2,02 m

2003
- Bronzo alle IAAF World Athletics Final ( Monaco), salto in alto - 1,99 m

2005
- Oro alle IAAF World Athletics Final ( Monaco), salto in alto - 2,00 m

2006
- Oro in Coppa Europa ( Malaga), salto in alto - 1,97 m
- Oro alle IAAF World Athletics Final ( Stoccarda), salto in alto - 1,98 m